# ルームメイト (今邑彩の小説)
『ルームメイト』は、今邑彩による日本の推理小説。
1997年に中央公論社から新書（ノベルズ）版で刊行され、2006年に文庫化されたが、2010年になって書店員らの間で話題となり10万部増刷されるなどじわじわと部数をのばし、2013年現在で30万部を超えるベストセラーとなっている。
「モノローグ1」「第一部」「モノローグ2」「第二部」「モノローグ3」「第三部」「モノローグ4」という構成になっているが、文庫版では「第三部」と「モノローグ4」の間に著者によるあとがきが挟まれており、「モノローグ4」を一旦封印している。これは「モノローグ4」があまりの後味の悪さのため、読むか読まないかを改めて読者に委ねるためだと書かれている。文庫化する際に削除することも検討されたが、バッドエンド好きな少数派のためにあえて残された。
本作を原案とした同名のホラー映画が2013年11月9日に公開された。今邑の作品の映画化は本作が初である。また、同年9月からは漫画化もされている。

## あらすじ
3月半ば、愛知県から上京して大学に通うために不動産屋めぐりをしていた萩尾春海は、なかなかいい物件が見つからず苛立っていた。先に店にいた客に同じような人がいると思って見ていると、声を掛けられた。それが西村麗子との出会いだった。
春海と麗子が会ったその日にカフェで話して意気投合し、「一緒に住まへん？」と麗子にもちかけられる。戸惑ったが、物件の良さと麗子の人柄に惹かれ、ルームシェア生活を決意。心は弾んだが、麗子が「自分を春海の妹ということにして契約しよう」と言い出したことだけは気がかりだった。
ルームシェアするようになって4か月目、春海は突然服装や好みなど、様子が変わった麗子に戸惑う。春海の口座に振り込むと約束されていた家賃も振り込まれていない。よく考えてみると、池袋で起こったという猟奇殺人のニュースを見ながら朝食をとっていたあの日以来、麗子と顔を合わせていない。意を決して麗子の京都の実家に電話をすると、なんと西村麗子という名の別人が出る。驚いた春海は「お互いの部屋には入らない」というルールを破り、麗子の部屋に入った。電話のリダイヤルを押すと、松下貴弘という男が出た―「由紀なんだろ？」。春海が全てを打ち明けると松下は、「それは由紀かもしれません。私の（内縁の）妻です。」と話す。
状況から考えて西村麗子＝平田由紀であることは間違いない。しかし松下と由紀が住んでいたマンションの隣人の話によると、由紀が家を頻繁に空けるようになったのは2年前。春海と暮らしはじめたのは4月からで、時間のズレがある。もしかして3重生活を送っているのか？
それまでの出来事を大学の先輩・工藤謙介に相談し、一緒に京都まで本物の西村麗子に会いに行った春海は、ルームシェアをしていた西村麗子の本名は青柳麻美で、本物の西村麗子の実母であることを知る。そして青柳麻美の祖母・やすえにも会いに行き、話を聞いた。工藤は西村麗子＝平田由紀＝青柳麻美で、多重人格なのではないかと推理する。
真相を確かめるため、青柳麻美のマンションに向かった2人。しかし彼らを待ち受けていたのは、すでに死体となっていた青柳麻美であった。

## 登場人物
萩尾 春海
東京の大学に入学が決まったため新しい下宿先を見つけようと大学近くの不動産屋に行った時、先客として来ていた西村麗子に出会い、麗子に「一緒に住まへん？」と持ちかけられる。どちらかといえば引っ込み思案で、人見知りの強い性格。身長160cm。
実家は愛知県津島市。兄の健介がいたが、14歳の時に交通事故にあって亡くなった。その大好きだった兄と同じ名前を持つ工藤謙介には、初対面の時から何か惹かれるものを感じている。父親も高校1年の時に肺癌を患って亡くなってからは、母親の喜恵と未婚の叔母である達子と小さな洋裁店で女3人で暮らしてきた。
西村 麗子〈偽名〉 / 平田由紀〈偽名〉 / 青柳 麻美〈本名〉
「1つ年上の彼氏を追いかけてJ大学の英文科に入るために京都から上京してきた」と、晴海にルームシェアをもちかけてきた女。春海と出会ったころは見るからに良家の箱入り娘といった感じで生真面目そうな雰囲気、黒縁の眼鏡に仕立ては良いが地味な色あいのスーツを着ていた。小柄で華奢。京風のアクセントがある。しかし一緒に暮らし始めて1か月もしないうち、ある日を境に豹変。身に着けるものが派手になって原色ばかり着るようになり、眼鏡もやめて肌の露出度も高くなった。食べ物や音楽の好みも変わり、朝から缶ビールを開け、タバコも吸うようになる。
週末は松下貴弘の内縁の妻・由紀（25歳）として横浜のマンションで生活。洋服でいるより和服でいることの方が多い。料理好き。
実は西村麗子（本物）の実母であり、42歳。短大2年のころから、車のセールスをしていた平田光二という男と付き合い始めた。しかし祖父に反対されたため、短大卒業後に大阪に駆け落ち。一度は絶縁されたが、2年もしないうちに平田の暴力が原因で綾部に帰ってきたため、祖父が間に入ってなんとか別れさせた。その翌年、京料理の店を営んでいた西村貞一と再婚。そして麗子を産んだが、26歳の時に再び離婚。上京して商社の事務職についてからは実家にもほとんど帰らず、連絡もない。アメリカのミネソタのセント・ポールという街で生まれた帰国子女。8歳の時に自動車事故で両親を亡くしたため、やすえ夫婦に引き取られた。現在は上石神井駅から徒歩10分程の7階建て中級マンション「ブルースカイ・マンション」の525号室に住んでいる。しかし、そのあと死体で発見される。
工藤 謙介
春海の大学の先輩。22歳。学部は違うが春海が所属している写真部の部長で、全国を廻って石の写真ばかり撮っている少々風変わりな男。この春卒業するはずだったが、旅行のしすぎで授業に出ておらず、留年が決定している。長身。いつも素足にサンダルで、肩まで髪を伸ばし、若きホームレスとでも言いたいような風体だが、身なりさえこざっぱりしていればハンサムといえなくもない。喫煙者。
西村 麗子〈本物〉
地元の短大に通っている短大生。18歳。大柄で体格が良く、黒縁の眼鏡をかけている。高校の時から付き合っている篠沢康彦という彼氏がいる。
篠沢 康彦
J大学法学部2年生。西村麗子の恋人。身長177-178cm。家庭教師のアルバイトをしている。
青柳 やすえ
青柳麻美の祖母。綾部に住んでいる。80歳を越えているが、身綺麗で身のこなしはしなやか。生け花教室を開いている。
中島 淳子
青柳麻美の隣りに住む30代の主婦。2年前に夫と共に「ブルースカイ・マンション」に引っ越してきた。
松下 貴弘
大手AV機器メーカー勤務。2年前から盛岡に単身赴任していて、週末だけ横浜のマンションに帰ってきている。会社では独身ということになっている。30前後の男。平田由紀とは金沢に一人旅をしていた時に兼六園で出会った。
武原 英治
工藤謙介の母方の従兄で工藤より10歳年上の32歳。中背でがっちりした体格。鬼瓦のような顔に眼鏡をかけていて、秋田のナマハゲを連想させるような顔をしている。おしぼりで顔や首すじ、腋の下まで拭くような男。2年前まで大手週刊誌の記者をしていたが、今はフリーとなり、池袋の英会話スクール校長殺しを追っている。
亀井
大塚署の刑事。武原の死体が発見された時、工藤らを事情聴取した。温厚で、話しやすい雰囲気。
橋本
亀井の部下の若い刑事。
マリ
銀座の「アリアドネ」という店でホステスをしている。何もできない6歳のサミーのために、ロバートの殺人を依頼する。
カオリ
マリの影武者。
安岡 博
「アリアドネ」の元バーテン。22-3歳。マリにいれあげていたため、マリの客を殴ってけがを負わせ、1年前に店をクビになった。
渡辺 久子〈本名〉 / コズエ〈源氏名〉
マリよりも前にアリアドネで働いていたホステスで、マリとはよく気が合った。和歌山県の新宮出身。今はホステスを辞め、妊娠して郷里に帰っている。大柄で色は生白く、ボーッとした顔つきをしている。30をとうに過ぎていると思われるが、顔の容姿はどことなく子供っぽい。言われたことは忠実に守る。
ロバート・パーカー
マリが「豚野郎」と呼ぶ男。白人で、薄青いビー玉のような目をしている。56歳。ミネソタのセント・ポール出身。池袋で英会話スクールを経営している。新宿のシティホテルで粘着テープで手足を縛りあげられ、ナイフで全身を切り刻まれたあげく、生殖器を切り取られていた。

## 書籍情報
- 新書：中央公論社C★NOVELS、1997年8月15日発行、ISBN 978-4-12-500487-7
- 文庫：中公文庫、2006年4月25日発行、ISBN 978-4-12-204679-5

## 映画
恋愛映画『今日、恋をはじめます』（2012年）からホラー映画『オトシモノ』（2006年）や『Another アナザー』（2012年）まで、幅広いジャンルと作品を手がけてきた古澤健によって映画化された。2013年現在で30万部を超えるベストセラーとなっていた。自ら原案である小説を、心を許したルームメイトの恐ろしい素顔が明かされるという大枠を残して換骨奪胎し、ロン・ハワード監督の映画『ビューティフル・マインド』（2001年）も参考に”友だちだと思っていた身近な存在が一瞬で恐怖の対象に変わるサスペンスとスリルに満ちたエンターテインメント”として脚色した。PG12指定。主演は北川景子。

### あらすじ（映画）
工藤謙介が乗る車に轢かれた派遣社員の萩尾春海は、入院した病院で看護師である西村麗子と出会う。1人で入院生活をおくり、工藤の友人兼代理人で事故の保険会社社員の長谷川ともやりとりをしなければならない春海に親身になってくれた麗子は、春海がお金に困って母親に電話で相談する姿を見て、ルームシェアをしないかともちかける。出会った当初から気が合った麗子からの申し出で、家賃も半分になるということで春海も喜び、神奈川県大和市内の春海の部屋でルームシェア生活を始めた2人。互いに干渉しすぎないというルールは決めたものの、まだ怪我が治りきらずリハビリを続けなければならない春海をさりげなく気遣って支えてくれる麗子との生活はとても楽しく、これ以上の友達はできないと思うほど喜んでいた春海だったが、1か月が過ぎたころから麗子は春海を束縛するような物言いや、夜中に誰かと言い争うなど奇怪な行動をとりはじめる。さらには、どう考えても麗子がやったとしか思えない状況で犬を鍋で煮ていたにもかかわらず「自分ではない」と否定したり、同僚だった看護師が殺された事件の証拠物を部屋に残していたりと、次第に見えてくる麗子の別の顔を知り、春海はパニックに陥っていく。

### キャスト
- 萩尾春海 - 北川景子
- 西村麗子 - 深田恭子
- 工藤謙介 - 高良健吾
- 長谷川伸一 - 尾上寛之
- 安藤リカ - 大塚千弘
- 春海の母 - 筒井真理子
- 本城（精神科医） - 戸田昌宏
- 萩尾春海（少女） - 吉田里琴
- 小川絵里 - 萩原みのり
- 看護師 - 浜田万葉
- 刑事 - 螢雪次朗
- 市長候補の山崎 - 田口トモロヲ

### スタッフ
- 原案：今邑彩「ルームメイト」（中公文庫）
- 監督・脚本：古澤健
- 音楽：安川午朗
- 主題歌：androp「Missing」（WARNER MUSIC JAPAN/unBORDE・respire）
- 製作：後藤亘、木下直哉、水口昌彦、間宮登良松、矢内廣、松田陽三、宮本直人、小林敬和、鈴木竜馬、木村良輔、有川俊
- エグゼクティブプロデューサー：白倉伸一郎
- 企画・プロデュース：神戸明、小川真司
- プロデューサー：川田亮
- ラインプロデューサー：藤原恵美子
- 音楽プロデューサー：津島玄一
- 撮影：浜田毅
- 美術：清水剛[8]
- 録音：高野泰雄
- 照明：加瀬弘行
- 編集：張本征治
- 装飾：高橋光
- スタイリスト：小林身和子
- ヘア・メイク：佐藤郁江
- スクリプター：河島順子
- VFXスーパーバイザー：石井教雄
- 助監督：菊地健雄
- 製作担当：田中敏雄
- 企画協力：ブリッジヘッド
- 製作プロダクション：東宝映画
- 配給：東映
- 製作「ルームメイト」製作委員会（TOKYO MX、木下グループ、東映、ポニーキャニオン、東映ビデオ、ぴあ、読売新聞社、GYAO、中央公論新社、ワーナーミュージック・ジャパン/unBORDE、ニコニコ動画）

### 製作

#### 撮影
撮影は5月9日にクランクイン。主人公の春海を演じる北川景子はあえて原作を読まずに監督の脚本だけを読み、撮影に臨んだ。そして作品の前半でいかにお客さんが春海に共感できるか、いかに春海目線で物語を見られるかがすごく大切だと思ったため、表情や芝居にリアリティーを持たせることを重要視した。また、女心の怖さや女同士の嫉妬をはじめとする感情といった部分は監督が男性ということもあり、北川の意見が尊重されたという。アクションシーンについてもアイデアを出し合い、このことについて監督は、「妙な馴れ合いがなく、初めて主役の人とガチンコでぶつかって真剣勝負ができ、お互いのイメージを高めあった。そういう仕事ができて楽しかった。」と語っている。
一方の西村麗子を演じる深田恭子は多重人格という役どころについて、穏やかな面と残酷な面というあまりにも違う麗子を演じなければならなかったため自分の手に余り、どのタイミングでどんな表情をするのか、どの言葉で別の顔に変わるのかなど、監督と相談しながら演出されるがままに演じたと話すが、一緒に撮影していた北川は「大変なシーンでは深田さんのほうから監督にアイデアを出していて、芯の強さや意志の強さが垣間見え、やっぱりすごい女優さんなんだなと思いました。」と大絶賛。深田自身は監督のアドバイスの中で、「麗子の中の別人格はすべて彼女を守ろうとして生まれた人格だから、別に意地悪をしたいわけではない。好きだからこそ守りたいというベースを持っていて下さい。」と言われたことに特にハッとさせられたと話している。
主演の北川景子と深田恭子は初共演となるが、北川は相手役が大先輩である深田に決まった時に飛び上がって喜んだということもあり、痛烈なセリフの応酬や大量の血糊を使った血まみれバトルシーンとはうらはらに、撮影現場ではとても仲良く過ごしていたという。そんな2人を見て監督は「見どころは女優2人の変貌ぶり。現場ではすっかり頼り切ってしまった。」と話し、共演した高良も舞台挨拶で「2人はすごく仲が良いのに、本番が始まるとバチバチして、終わったら『大丈夫？』って。見てて怖いなと思いました。」と語り、会場の笑いを誘った。劇中ではバトルシーンのようなぶつかりあうものだけではなく、キスシーンや、仲良くルームシェアをするシーンもあり、北川は「信じられないくらい毎日楽しかった。」と話し、深田も「最初のルームシェアのシーンが1番好き。こんなに幸せでいいのかと思うくらい楽しかった。」と撮影を振り返っている。
2人がルームシェアをするマンションは横浜近辺を想定し、内観の撮影は東映東京撮影所に建てられたセット内で行われた。美術監督の清水剛によると、部屋のコンセプトは”年季をポイントに効かせたノスタルジックで昭和テイストの古めかしい雰囲気”で、わざと部屋に日焼け跡をつけたり、レトロなテレビや古いポラロイドカメラを小物として飾るなどの工夫がされている。その他、ロケ地としては茨城県水戸市の水戸赤十字病院や栃木県足利市の市役所別館（病院のチャリティーコンサート会場）、宇都宮市の宇都宮大学峰ヶ丘講堂（講演会シーン）などの他、深田の地元でいつも通っていたという都内近郊のトンネルでも撮影された。

#### 主題歌
主題歌はandropの「Missing」。デモを聴き、非情に流れる時間の中で未来を見失いそうになりながらも希望の光を見つけようとする想いを感じ取り、映画の主役たちの心に響かせたいと考え、制作サイドと共に監督自らが主題歌として白羽の矢を立てた。楽曲はバンド活動初期のころに書かれたものであり、2人の主人公が見せる「表」と「裏」や人間の本質をえぐり出し、それでもなお何かを掴もうとする壮絶なバラードとなっている。andropが映画の主題歌を担当するのは『映画 鈴木先生』に続き2013年2度目。10月30日に新宿バルト9で行われた完成披露舞台挨拶にはandropも登場し、「この曲によって映画が完成した」と映画とのマッチングを称えていた古澤監督らの前で、ボーカルでギターの内澤崇仁がギターを片手にこの曲を歌い上げた。

### 封切り
2013年11月9日に全国193スクリーンで公開され、11月9日、10日の初日2日間で興収4,767万3,400円 動員3万5,795人になり映画観客動員ランキング（興行通信社調べ）で初登場第9位となった。

#### プロモーション
映画のポスターには「女の素顔は恐ろしい。」というキャッチコピーと共に、一見まるでファッション誌の広告のようにスタイリッシュに美しく微笑む北川と深田のビジュアルが採用され、正位置ですました表情で写っている。逆位置ではそれぞれが妖しく笑う姿が鏡のように映り込んでおり、裏の顔や二面性を表したものとなっている。
映画の宣伝隊長には「よしもとぶちゃいくランキング2013」でコンビで1位と2位を独占したハリセンボンの近藤春菜と箕輪はるかが就任し、2013年10月21日には“最恐トラック出発式”と題したPRイベントが行われた。それぞれがメイクに約1時間をかけ、北川景子と深田恭子になりきって登場。普段の自分とのギャップを見せ付けたつもりだったが、結果的には主演の2人と同じ人類なのかと思える仕上がりになったと愕然とし、違う意味での二面性のアピールとなった。また、その姿で予告編のパロディ映像も制作され、11月10日まで都内を回り映画をアピールする最恐トラックの車両で流れるということも発表。その映像はYOMIURI ONLINEの特設サイトでも特別公開された。
11月9日に丸の内TOEIで行なわれた映画の初日舞台挨拶ではヒロインが抱える”二面性”にちなみ、女の恐ろしさをイメージした世界にひとつのオリジナルカクテル「ルームメイト」が登場。バラの香りとカルヴァドスの赤、ブルーキュラソーの青の2層になっており、出演者や監督が来場者と映画の封切りを祝った。その他、”女の恐さ”をアピールするため、ぴあ×MOVIXで”女の恐顔キャンペーン”、富士急ハイランドの最恐戦慄迷宮で戦慄のコラボキャンペーンがそれぞれ開催された。

### 作品の評価
日本映画中心の映画ライター・イソガイマサトは今作を観て、「ミスリードさせる人物の配置や光と影の使い方が絶妙。また、最後の最後で物語をガラリと反転させて別次元の恐怖にヒロインと観客を突き落とす底知れぬ怖さと鮮やかさがあり、なおかつ後味が清々しい」と述べ、「1998年の『リング』や1999年の『呪怨』以降、粗悪な類似作品が乱造されてきたが、ジャパニーズ・ホラーはついに新次元に突入した」と、ホラー嫌いの人へも勧めるコメントを述べた。
最後のどんでん返しにはさまざまなジャンルで活躍するフリーライターの遠藤政樹も「見事に騙された。冒頭からエンディングまであらゆるシーンに意味とヒントがあり、登場人物たちの思わせぶりな行動や言動も単なる振りでは終わらず提示方法が実に巧み。観客に対してサスペンスとしてフェアで、作り手の自信を感じさせる」と毎日新聞紙上で述べ、読売新聞記者の冨野洋平も「2人が仲良く生活し始めたのを観ている時点ですでに制作陣の術中にはまっていた」と紙上で明かした。

## 漫画
武富健治の作画で漫画化され、小学館『週刊ビッグコミックスピリッツ』誌上において2013年42号（2013年9月14日発売号）より2014年24号（2014年5月12日発売号）まで連載された。内容は原作を忠実に再現している。
単行本
- 武富健治（作画）『ルームメイト』 小学館〈ビッグコミックス〉、全3巻

1. [上] 2013年10月30日発売、ISBN 9784091855763
2. [中] 2014年3月28日発売、ISBN 9784091860286
3. [下] 2014年6月30日発売、ISBN 9784091862273